# فری کلاس سیدنی
فری کلاس سیدنی (به انگلیسی: Sidney-class ferry) یک کلاس از کشتی است. این کلاس از کشتی در سال ۱۹۶۰ ساخته شد.